# Манджурски език
Манджурският език (самоназвание: ᠮᠠᠨᠵᡠ
ᡤᡳᠰᡠᠨ) е критично застрашен език от тунгусо-манджурското езиково семейство, който се говори в Манджурия, Китай.
Като традиционен език на манджурите, той е един от официалните езици на династията Цин (1636 – 1911) в Китай, но в днешно време повечето манджури говорят само мандарин. Според данни на ЮНЕСКО, са останали едва около 20 души, които говорят манджурски като роден език от общо 10 милиона етнически манджури. Няколко хиляди души го говорят като втори език, благодарение на правителствени програми по обучение, които се предлагат безплатно на малки и възрастни.
Манджурският език има висока историческа стойност в историята на Китай, особено по време на династията Цин. Текстове на манджурски предоставят информация, която иначе не е налична на китайски. Както повечето езици в Сибир, манджурският е аглутинативен език с ограничен звуков синхармонизъм. Доказано е, че той е наследник на джурченския език, макар да има много заемки от монголския и китайския. Писмеността му се изписва вертикално и намира корените си в старомонголската писменост. Макар манджурският да няма граматически род, някои думи се различават по род чрез гласна инфлексия.
Езикът започва да запада с китаизирането на манджурските управници. Към края на XIX век той вече е изчезващ език. Последните говорещи го в днешно време са няколко стари души, главно от селото Сандзядзъ в провинция Хъйлундзян.